# Allium garbarii
Allium garbarii — вид рослин з родини амарилісових (Amaryllidaceae); ендемік Італії.

## Опис
Цибулина завдовжки 10–18 мм, з коричневими білуватими оболонками. Стеблина 19–48 см заввишки. Листків 3–7, сірувато-зелені, поперечний переріз листків неправильно п'ятикутної форми. Суцвіття нещільне. Оцвітина субциліндрична; її листочки білувато-трояндові, лінійно-довгасті, завдовжки 4.5–5.5 мм. Коробочка субкуляста, 3–5 мм завдовжки. Насіння чорне, плоске, трикутно-грушоподібної форми, 3–3.5 × 1–1.5 мм. 2n = 2x = 16.
Зазвичай цвіте з початку червня до першої половини липня.

## Поширення
Ендемік Калабрії, південна Італії. Населяє прибережні термо-ксеричні луки, на вапняних конгломератах / пісках.